# Misumenops croceus
Misumenops croceus là một loài nhện trong họ Thomisidae.
Loài này thuộc chi Misumenops. Misumenops croceus được Eugen von Keyserling miêu tả năm 1880.